# Museo diocesano (Palermo)
Il Museo diocesano di Palermo (abbrev. MUDIPA) è un ente museale ecclesiastico presente nel capoluogo siciliano. Ha sede presso alcuni ambienti del Palazzo Arcivescovile.

## Storia

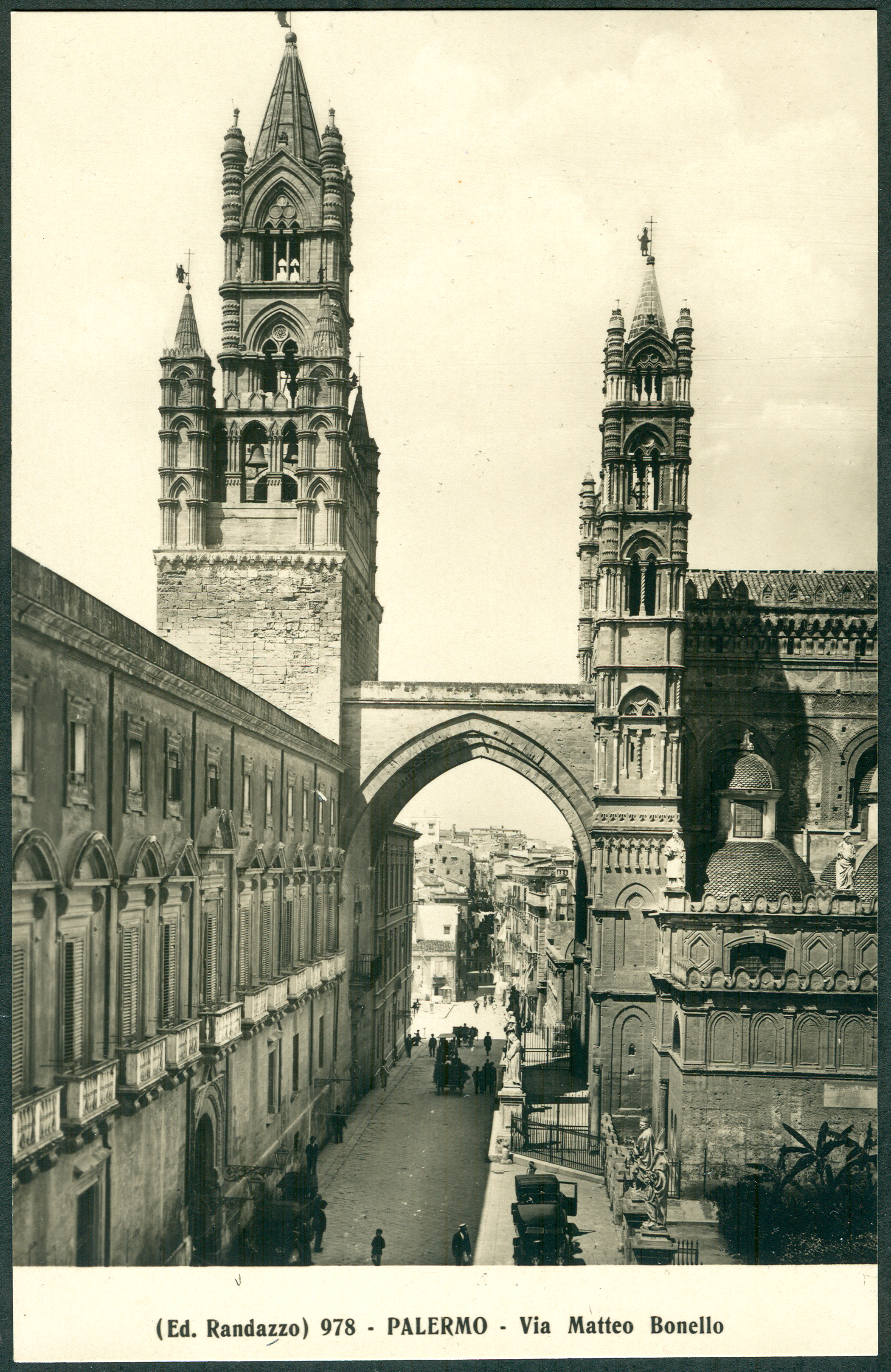
Cartolina postale italiana ed. randazzo N. 978, Gevaert.

Venne fondato nel 1927 dal cardinale Alessandro Lualdi, Arcivescovo di Palermo (1904-1927), seguendo l'orientamento di Papa Pio XI, che promosse l'istituzione di tali Musei d'arte legati al culto, in modo da raccogliere le opere d'arte provenienti dalle chiese in disuso, che rischiavano la dispersione o la distruzione. La direzione del Museo fu affidata a mons. Guido Anichini.
Il nucleo iniziale della collezione era costituito soprattutto dalle numerose sculture che decoravano la Cattedrale di Palermo prima della radicale ristrutturazione del 1781 e che, fino ad allora, erano rimaste precariamente ammassate nei sotterranei della Cattedrale, del Palazzo Arcivescovile e all'interno di depositi vicini. Alla collezione si aggiunsero anche diverse opere d'arte e d'arredo sacro, proveniente dal Museo Nazionale di Palermo, oggi Galleria Regionale di Palazzo Abatellis, e asportate dalle chiese in demolizione a causa degli sventramenti subiti dal centro storico della città già dalla fine dell'Ottocento.
Dopo la seconda guerra mondiale, nel 1952, il Museo viene nuovamente inaugurato per volere del cardinale Ernesto Ruffini, Arcivescovo di Palermo (1945-1967), con un nuovo e fondamentale allestimento dovuto a mons. Filippo Pottino. Pottino era già direttore dagli anni '30 del XX secolo, dunque ben prima della nuova apertura, diversamente da quanto riportato da alcuni testi. Il Monsignore, oltre a recuperare le opere del precedente allestimento, portate in diversi rifugi durante il periodo bellico, aggiunse alla collezione molti dipinti provenienti da chiese distrutte durante i bombardamenti.
L'allestimento voluto da mons. Pottino, a causa delle difficoltà poste dai locali del Palazzo Arcivescovile, seguiva solo approssimativamente un criterio cronologico e talora anche tematico. Inoltre varie ragioni di carattere economico impedirono in seguito al Museo di restare aperto al pubblico per un lungo periodo.
Tra il 1970 e il 1972, dopo lo scandalo suscitato dal furto della Natività del Caravaggio dall'Oratorio di San Lorenzo (1969), vennero trasportate ai depositi del Museo numerose opere provenienti da chiese chiuse al culto. Nel 1972 vi fu una nuova inaugurazione per volere del cardinale Salvatore Pappalardo, Arcivescovo di Palermo (1970-1996), che ne affidò la direzione a mons. Paolo Collura, ma non molti anni dopo il Museo fu di nuovo costretto alla chiusura per mancanza di personale e guasti alle strutture. Nonostante la chiusura al pubblico, si continuarono a raccogliere e restaurare opere e fu permessa la visita del Museo a studiosi e studenti.
A metà degli anni ottanta, su decisione del cardinale Pappalardo, cominciarono i lavori di restauro dei locali del Palazzo Arcivescovile, che interessarono tutti l'edificio. I lavori comportarono il disallestimento e la chiusura definitiva del museo, perché nel terzo livello dell'edificio (i sottotetti, dove fin dal 1927 si trovava una buona metà del museo) si decise di allocare gli uffici della Curia precedentemente al piano terra. I lavori furono necessari anche per consolidare i solai e i tetti del vetusto palazzo. Gli interventi, curati dall'ufficio tecnico della Curia con l'alta sorveglianza della Soprintendenza ai BB.CC.AA. di Palermo, furono però molto traumatici per le fragili strutture del piano nobile, ragion per cui oggi i pavimenti delle sale del museo sono tutti con altezze diverse. Nel 1991 ebbero inizio anche degli scavi archeologici, i cui reperti possono essere osservati dai visitatori odierni del Museo. Nel 1998 e nel 1999 la prof. Maria Concetta Di Natale, con un ultimo importante contributo scientifico, organizzò due mostre nel Salone Filangieri con opere d'arte provenienti dai depositi, in attesa della riapertura del museo.
Il Museo ha riaperto al pubblico il 22 dicembre 2003, come mostra temporanea per volontà del Cardinale Salvatore De Giorgi, Arcivescovo di Palermo, riaprendo con l'allestimento permanente il 1º giugno del 2004, presentando le opere esposte negli ambienti restaurati del pianterreno e del piano seminterrato.
L'esposizione propone, in ordine cronologico, un panorama della produzione artistica della città che comprende anche le opere d'arte decorativa e gli arredi sacri, presenti in maniera considerevole nel Museo. L'allestimento architettonico e i restauri degli ambienti sono stati curati dalla Soprintendenza ai BB.CC.AA. di Palermo, sulla base del progetto precedente dell'Ufficio Tecnico dell'Arcidiocesi, mentre ordinamento museologico e la selezione delle opere sono stati curati dalla prof. Maria Concetta Di Natale, con il contributo operativo di un gruppo di lavoro universitario, coordinato dal dott. Pierfrancesco Palazzotto, in servizio presso l'Ufficio Beni Culturali Ecclesiastici dell'Arcidiocesi dal 1998, che da quel momento in poi si occuperà in maniera autonoma continuativamente e fattivamente di tutte le attività organizzative, scientifiche e culturali del museo.
Dopo l'apertura il museo ha sviluppato un certo numero di iniziative, comprendenti l'implementazione delle opere esposte e, soprattutto, la revisione della comunicazione interna ed esterna, culturale ed informativa, nel corso del piano di investimenti finanziato dalla Regione Siciliana con i fondi del Por Sicilia 2000-2006 - misura 2.03, cofinanziati dal Museo stesso, che hanno avuto esito agli inizi del 2009. Il progetto, che comprendeva la nuova immagine istituzionale del museo, curato scientificamente da Pierfrancesco Palazzotto, previde la sostituzione degli inadeguati apparati di comunicazione culturale interna, e la realizzazione delle nuove didascalie e dei più adeguati pannelli a doppia lingua (secondo le moderne norme museologiche), delle audioguide in quattro lingue, ed anche della segnaletica interna ed esterna, tutto sulla base di una grafica univoca.
Dal 2010 il piano nobile è visibile, in seguito alla visita di Papa Benedetto XVI il 3 ottobre di quell'anno in quelle sale, con un'esposizione di opere puramente finalizzata ad arredare gli ambienti (dunque senza didascalie, non trattandosi di allestimento museografico), tranne che nella Sala Verde, dedicata alla Patrona di Palermo, Santa Rosalia, sulla base del temporaneo progetto espositivo di Pierfrancesco Palazzotto.
Il restauro degli ambienti sono proseguiti, a cura della Soprintendenza ai BB.CC.AA. di Palermo con la direzione dell'architetto Lina Bellanca, con le volte della Sala Gialla e Sala Azzurra (2013 - 2014), e nel 2014 con gli interventi nel seminterrato al fine di adeguare gli spazi al nuovo allestimento. Il nuovo ordinamento museale con la selezione della opere da esporre, progettato dal curatore scientifico del museo professore Pierfrancesco Palazzotto, vicedirettore del Museo dal 2004, è ancora in corso di completamento. Nel 2019 sono state definite, tra le altre, la Sala del Barocco al seminterrato, la Sala Martinez Rubio, l'Alcova del Cardinale Gravina, la Sala Verde dedicata a Santa Rosalia e la Sala delle Croci (ex Sala della Trifora). I criteri per il nuovo ordinamento sono stati resi noti nella rivista Arte Cristiana (909, 2018).
Il quinto allestimento del museo, diretto da mons. Filippo Sarullo, complessivo sui tre livelli del Palazzo Arcivescovile, seminterrato, pianterreno e piano nobile (Le Stanze dei Vescovi) per un totale di 27 sale espositive, è stato inaugurato il 10 luglio 2021. 
La selezione delle opere e l’ordinamento scientifico si devono al prof. Pierfrancesco Palazzotto.

## Sale

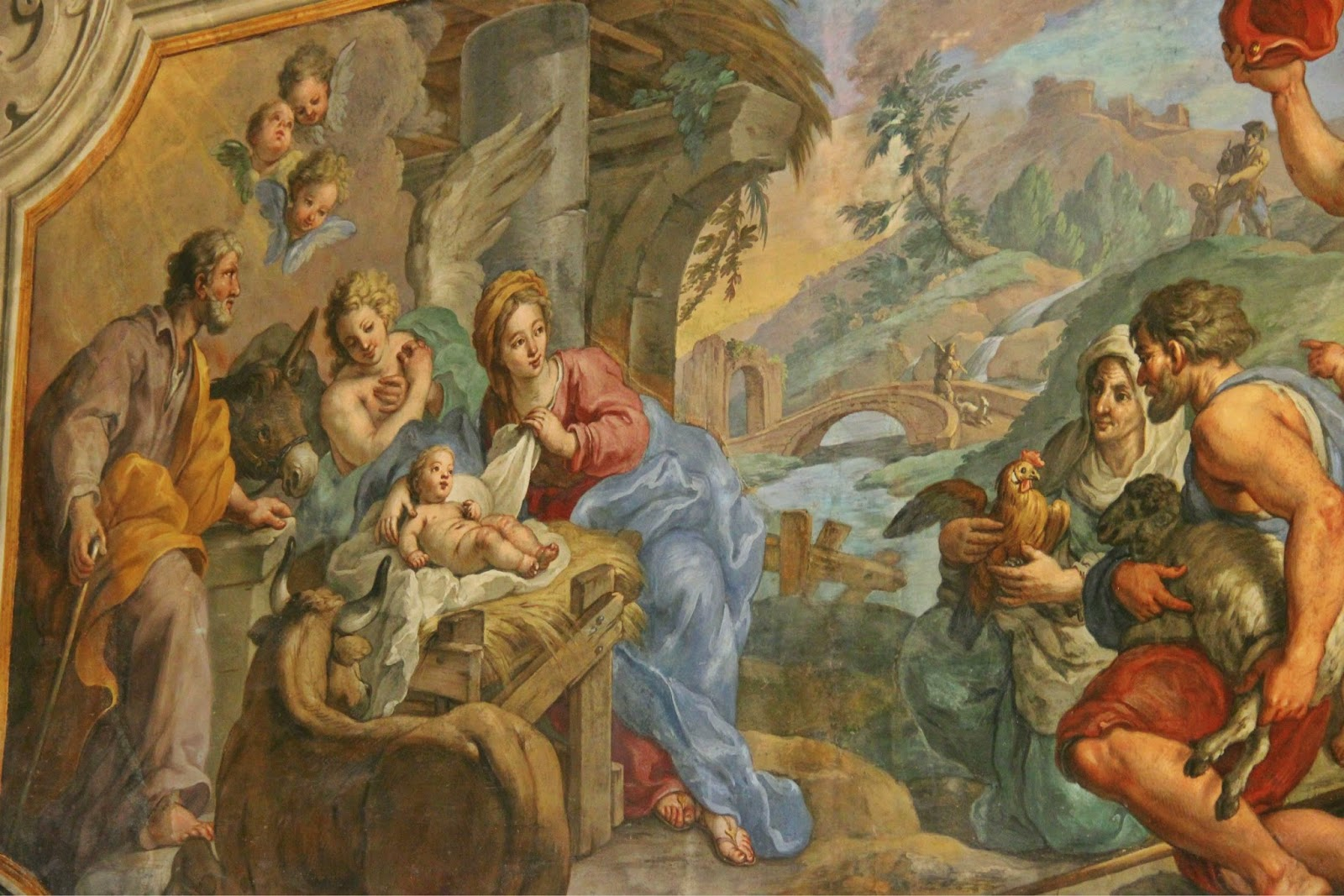
Natività (1733-1734), affresco di Guglielmo Borremans.

### Sala I
Accoglienza. Opere di età Normanna e Sveva.

### Sala II
Sala dei fondi oro. Opere dal XIV al XV secolo, alcune delle quali d'importazione pisana del Trecento.
- 1171, Madonna della perla, tempera su tavola di autore ignoto, opera proveniente dalla chiesa di Santa Maria del Cancelliere.
- XIII secolo, Madonna della Spersa, tempera su pergamena applicata su tavola di autore ignoto, opera proveniente dalla chiesa di San Nicolò all'Albergheria.
- 1388, Ruolo dei Confrati defunti, tempera su tavola commissionata dalla Confraternita dei Disciplinanti, opera di Antonio Veneziano proveniente dalla chiesa di San Nicolò lo Reale.
- 1419, Incoronazione di Maria Vergine raffigurata tra San Giovanni Battista e San Nicola di Bari, tempera su tavola, opera del cosiddetto Maestro delle Incoronazioni, proveniente dalla chiesa di San Nicolò lo Reale.[6]
- XV secolo, Abramo e i tre angeli raffigurati con il committente ("tres vidit et unum adoravit"), tempera su tavola, opera del cosiddetto Maestro delle Incoronazioni proveniente dalla basilica della Santissima Trinità del Cancelliere detta la Magione.[7]
- XV secolo, Madonna con Gesù Bambino, tempera su tavola di anonimo pittore toscano, opera proveniente dalla chiesa di San Giovanni dei Napoletani.

### Sala III
Sala della trifora oggi Sala delle Croci.

### Sala IV
Gli Scavi di Palazzo Arcivescovile.

### Sala V
Gli Scavi di Palazzo Arcivescovile: dall'età arcaica al periodo bizantino.

### Sala VI
Gli Scavi di Palazzo Arcivescovile: età medioevale.

### Sala VII
Sala della scultura del Quattrocento. Opere di Domenico Gagini, Pietro de Bonitate e Francesco Laurana.
- XVI secolo, Madonna, statua marmorea presente nella Loggia, opera di Domenico Gagini.[9]
- XVI secolo, Vite e martirii di Santa Cristina e Santa Ninfa, bassorilievi marmorei in otto formelle, opere di Domenico Gagini.[9][10]
- XVI secolo, Santa Cristina, mezzobusto marmoreo, opera di Domenico Gagini.[9][10]

### Sala VIII
Sala della scultura del Cinquecento e della Tribuna di Antonello Gagini. Esposizione di numerosi frammenti scultorei della tribuna marmorea della Cattedrale di Antonello Gagini e aiuti, smembrata nella ristrutturazione della chiesa ad opera di Ferdinando Fuga. Presente anche una ricostruzione in gesso realizzata dal Prof. Salvatore Rizzuti e dai suoi allievi dell'Accademia di Belle Arti di Palermo.
- XVI secolo, Candelabra, manufatto marmoreo, opera di Antonello Gagini.[9]
- XVI secolo, Spasimo di Cristo e Crocifissione, bassorilievo marmoreo ispirato allo Spasimo di Sicilia di Raffaello Sanzio, opera di Antonello Gagini.[9]
- XVI secolo, Fuga in Egitto, bassorilievo marmoreo, opera di Antonello Gagini.[9]
- 1544, Episodi della Passione, bassorilievi marmorei, opere di Fazio e Vincenzo Gagini.[11][12]
- XVI secolo, Riconoscimento della Croce, bassorilievo marmoreo, opera di Fazio Gagini.[9]
- XVI secolo, San Benedetto o San Basilio o San Bernardo, statua marmorea, opera di Fazio Gagini.
- 1535 - 1557, Santa Restituta d'Africa, statua marmorea destinata alla chiesa del monastero di Santa Chiara di Palermo, opera di Antonello Gagini e Giacomo Gagini.[9][13][14]

### Sala IX
Sala della scultura e arti decorative del Seicento e Settecento. Espone numerosi frammenti di marmi mischi seicenteschi, provenienti dalla Cattedrale e da altre chiese barocche della città, opera delle abili maestranze locali, e maioliche di produzione locale.
- 1728 - 1729, Allegoria della Fede, frammento, stucco monocromo, opera realizzata da Giacomo Serpotta.
- 1728 - 1729, Allegoria della Clemenza, frammento, stucco monocromo, opera realizzata da Giacomo Serpotta.

### Sala X
Sala Mario Di Laurito delle vedute della città. Sono presenti alcune pitture del pittore napoletano, in particolare la veduta di Palermo durante la peste del 1530 compresa la vista della cattedrale.

### Sala XI
Dal Manierismo al Caravaggismo.

### Sala XII
Sala Novelli.

Contiene opere di Pietro Novelli.
- XVII secolo, Annunziata, olio su tela, opera proveniente dalla chiesa di Santa Maria delle Grazie di Montevergini.[15]

### Sala XIII
Sala del Settecento.

### Altro
- 1685 - 1686, Abramo e i tre angeli, olio su tela, opera di Pietro Aquila.
- 1622, Visitazione, pittura su pannello proveniente dalla Congregazione di Santa Maria di Gesù, ritenuta un capolavoro di Pietro D'Asaro.
- XIV secolo, Vergine e Santi, trittico, opera realizzata da Jacopo di Michele detto il Gera.
- XIV secolo, Sant'Anna e Santi, trittico, opera realizzata da Jacopo di Michele detto il Gera.
- XV secolo, Edicola, rilievo in terracotta invetriata raffigurante la Vergine in adorazione del Bambino e in alto l'Eterno Padre benedicente, opera di Andrea della Robbia proveniente dalla chiesa di San Nicolò del Gurgo.

Opere restaurate con esposizione provvisoria:
- XV secolo, Santa Barbara, dipinto su tavola proveniente dalla cattedrale metropolitana primaziale della Santa Vergine Maria Assunta e custodita nell'Antialcova (esposizione provvisoria), opera di Cristofaro Faffeo.
- 1580 - 1581, Madonna del Rosario ritratta fra santi, dipinto su tavola proveniente dalla chiesa di San Giacomo dei Militari e custodita nella Sala Torre (esposizione provvisoria), opera di Simone de Wobreck.
- XVII secolo, Santa Cecilia, pittura su tela proveniente dall'ex Istituto del Sacro Cuore, già villa Pignatelli Aragona Cortes all'Olivuzza, oggi custodita nella Sala Rossa de Le Stanze del Vescovo o Sala Novelli, opera attribuita al pittore Andrea Carreca.
- XVII secolo, Ritratto di monsignor Ferdinando Bazan y Manriquez, arcivescovo di Palermo, olio su tela, opera custodita nella Sala Verde (esposizione provvisoria).